# Ruby Roman

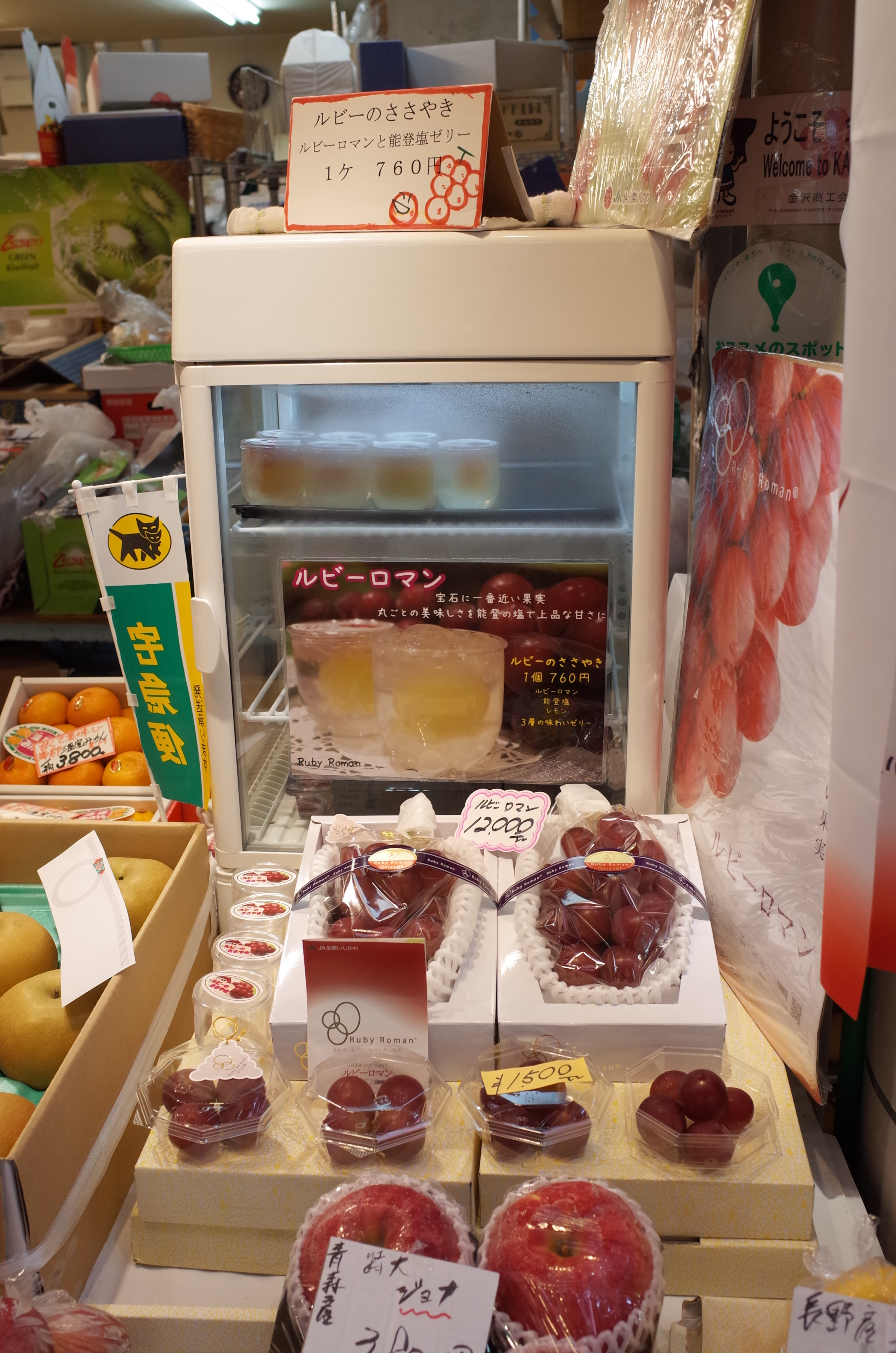
Raisins Ruby Roman en vente à Kanazawa, préfecture d'Ishikawa.

Le Ruby Roman est une variété de raisin de table cultivée et vendue uniquement dans la préfecture d'Ishikawa[réf. nécessaire] au Japon.
Il est de couleur rouge et ses grains sont de la taille d'une prune. Chaque grappe est soumise à un contrôle qualité drastique et calibrée afin de répondre à un standard rigoureux : ses grains doivent faire plus de 20 grammes chacun et contenir plus de 18 % de sucre.
Il existe également une variété dite Premium Class dont les grains doivent peser 30 grammes et les grappes peser au moins 700 grammes. En 2010, seules six grappes ont été certifiées Premium Class, et en 2011, aucune n'a reçu le label.
Il est réputé être le raisin le plus cher du monde. Lors de sa première vente en 2008, son prix au kilo a atteint 1 300 $. En juillet 2015, une grappe de 26 grains a été adjugée pour un million de yens, soit environ 8 400 $, et en juillet 2016, une grappe de trente grains s’est vendue 1,1 million de yens.

## Source de la traduction
- (en) Cet article est partiellement ou en totalité issu de l’article de Wikipédia en anglais intitulé « Ruby_Roman » (voir la liste des auteurs).